# حمام امیریه

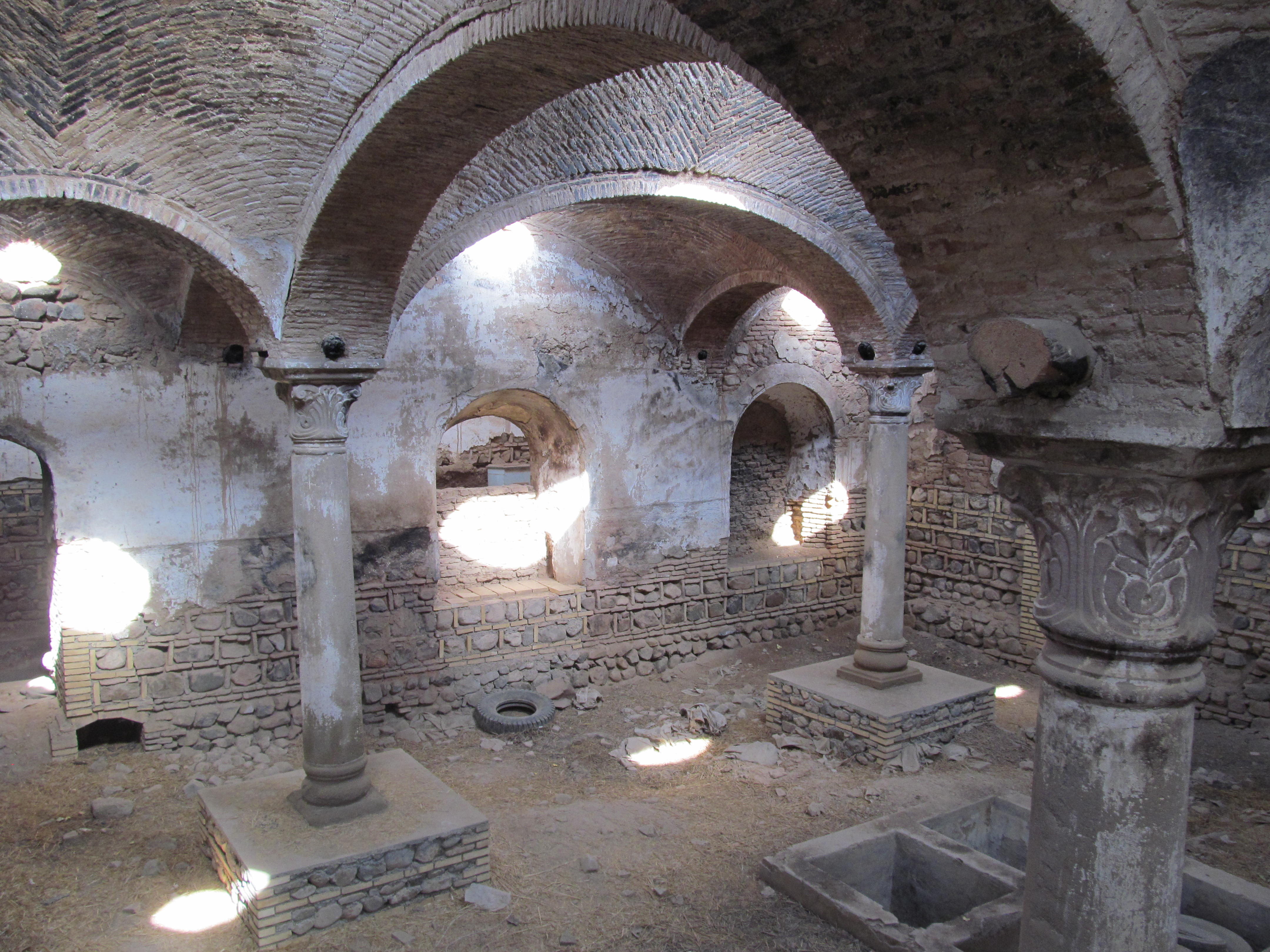
گرمابه امیریه شاهرود

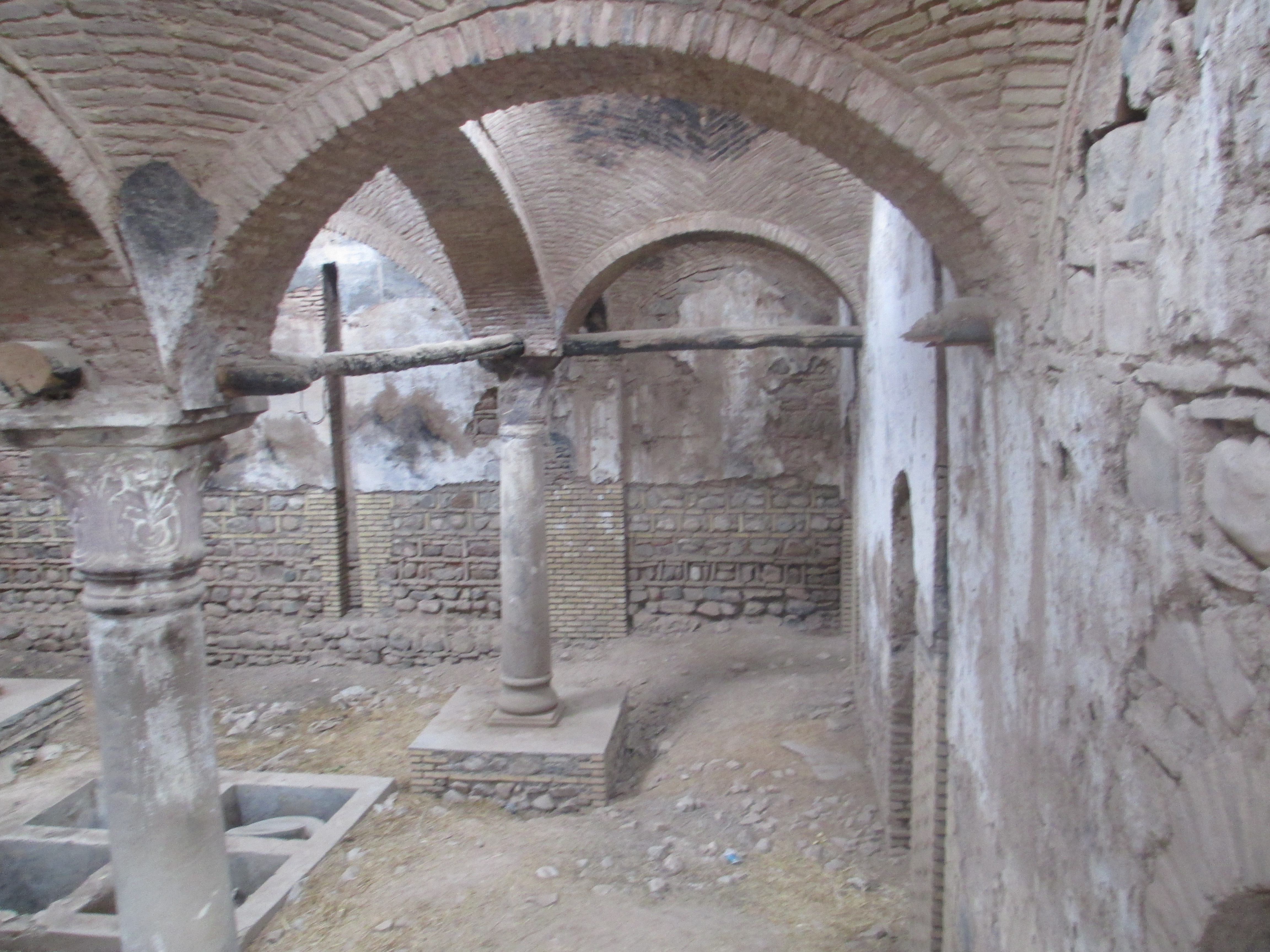

حمام امیریه مربوط به دوره قاجار است و در شهرستان شاهرود، روستای امیریه واقع شده و این اثر در تاریخ ۱۱ دی ۱۳۸۰ با شمارهٔ ثبت ۴۷۰۵ به‌عنوان یکی از آثار ملی ایران به ثبت رسیده‌است.